# Émile Brives-Cazes
Joseph Jacques Honoré Émile Brives-Cazes est un historien, docteur en droit, conseiller à la Cour d'appel de Bordeaux, né à Bordeaux le 12 juillet 1822, et mort dans la même ville le 20 juillet 1887.

## Biographie
Il a été l'élève du lycée de Bordeaux de 1833 à 1840 et a été envoyé à Paris par ses parents pour étudier le droit en 1841. Il est reçu licencié en droit en 1844, puis docteur en droit deux ans plus tard, le 15 mai 1846. En 1847, il a remporté la médaille d'or au concours des docteurs de la Faculté de droit de Paris. Il a été attaché successivement en tant que secrétaire de deux avocats au Conseil d'État et à la Cour de cassation, Descamps et Dupont-White. Il a fréquenté la Conférence d'Aguesseau où il a eu pour confrères Brière-Valigny, Ernest Picard, Émile Ollivier. Avec son ami d'Augustin Cochin, il écoutait avec lui les conférences du Père Lacordaire à Notre-Dame de Paris.
Il revient à Bordeaux en 1847 où il s'inscrit au barreau de la ville. Il est ensuite attaché au parquet du Tribunal, puis nommé juge suppléant le 9 novembre 1849. Il est resté 14 années à ce poste. Après le coup d'État du 2 décembre 1851, l'inamovibilité des magistrats a été suspendue. Le tribunal a été nommé à la place de Bellot de Minières, magistrat qui a été proscrit. Mais quand ce dernier a été mis à la retraite, il n'a pas été nommé à sa place. En 1861, il est élu membre du Conseil de l'Ordre des avocats. En 1864, il est nommé juge de paix du 3e canton de Bordeaux où il reste jusqu'en 1871.
Par un décret du 28 janvier 1871 d'Adolphe Crémieux, les magistrats ayant pris part aux commissions mixtes de 1852 sont déchus de leur siège. Le premier président du tribunal de Bordeaux, Raoul Duval, qui avait entravé sa carrière est déchu de son siège. Le 18 août 1871, il est nommé juge au tribunal civil de Bordeaux. Jules Dufaure, ministre de la Justice, le nomme vice-président du tribunal le 6 décembre 1878. Il doit attendre sept ans pour être nommé conseiller à la Cour le 28 février 1885 grâce à l'intervention du premier président Delcurrou. Mais il est atteint par une maladie de la moelle épinière qui va progressivement le paralyser et l'obliger à renoncer à sa fonction au palais de justice.
En 1861, il a obtenu la médaille d'or de l'Académie de législation de Toulouse pour une étude juridique sur Ausone. En 1864, c'est l'Académie des sciences, belles-lettres et arts de Bordeaux qui lui décerne une médaille d'or pour son mémoire sur Chambre de Justice de Guyenne de 1582. 
Il a été rédacteur à partir de janvier 1848 du Journal des arrêts de la Cour de Bordeaux. Il le cède le 27 novembre 1884. 
Il s'est intéressé à l'histoire à partir de son retour à Bordeaux. Avec Léo Drouyn, Reinhold Dezeimeris, Henri Barckhausen, Gustave Labat, il a fait partie du groupe rassemblé autour de lui par Jules Delpit pour étudier la paléographie et a formé la Société des archives historiques de la Gironde. Il a été l'historien du parlement de Bordeaux.
- Membre de l'Académie des sciences, belles-lettres et arts de Bordeaux le 25 novembre 1869[3], puis président en 1875. Il a fondé le prix Brives-Cazes de l'Académie[4].
- Correspondant de l'Académie de législation de Toulouse.

## Publications
- Rédacteur et éditeur scientifique des Table décennale du "Journal des arrêts de la Cour d'appel de Bordeaux"
- Le Parlement de Bordeaux et la Chambre de justice de Guyenne en 1582, 1866 (lire en ligne)
- Les Grands Jours du dernier duc de Guyenne 1469-1472, 1867 (lire en ligne)
- Le Parlement de Bordeaux et la Cour des Commissaires en 1549, 1870
- La Chambre de justice de Guyenne en 1583-1584, 1874 (lire en ligne)
- Le Parlement de Bordeaux. Bureau de la grande police. 1763-1767, 1875 (lire en ligne)
- De l'Histoire locale dans l'ancienne Académie de Bordeaux. Discours prononcé dans la séance publique du 10 juin 1876, 1877
- Origines du Parlement de Bordeaux (1370-1462), 1877 (lire en ligne)
- Usages des étudiants dans l'ancienne Université de Bordeaux (1725-1751), 1879 (lire en ligne)
- De la Police des livres en Guyenne (1713-1785), 1883 (lire en ligne)
- Épisodes du système prohibitif en Guyenne (1725-1762), 1881 (lire en ligne)
- De la Police des livres en Guyenne (1713-1785), 1883
- Passages de princesses royales françaises et espagnoles en Guyenne (1721-1748), 1884 (lire en ligne)

La plupart de ces publications sont des tirés-à-part des articles parus dans les Actes de l'Académie nationale des sciences, belles-lettres et arts de Bordeaux.
- Effets des aliénations des justices royales en Guyenne (1695-1720), 1882, 44e année, p. 49-102 (lire en ligne)
- Expédition en Vendée de deux bataillons de la Garde nationale de Bordeaux (mars-août 1793), 1885, 47e année, p. 5-134 (lire en ligne)
- Parlement de Bordeaux, dans Actes de l'Académie nationale des sciences, belles-lettres et arts de Bordeaux, 1886, 48e année, p. 353-393 (lire en ligne)